# GSI Mariner
Pour les articles homonymes, voir Mariner.
 (juillet 2019).
Le GSI Mariner était un navire océanographique canadien. Il a été construit et utilisé à l'origine par le Geophysical Service (en) (GSI) pour enregistrer des données sismiques sur le delta du Mackenzie et la mer de Beaufort dans l' océan Arctique, de 1971 à 1979. Puis il a appartenu au Geophoto Service Ltd de 1979 à 1992, à  l'entreprise parapétrolière Halliburton de  1993 à 1995, et enfin à Brian A. Turner depuis 1997. 
Il est actuellement échoué sur les rives du Mackenzie, au sud d'Inuvik, dans les territoires du Nord-Ouest.

### Note et référence
- (en) Cet article est partiellement ou en totalité issu de l’article de Wikipédia en anglais intitulé « GSI Mariner » (voir la liste des auteurs).